# Fight Night: Round 2
Fight Night: Round 2 est un jeu vidéo de simulation de boxe sorti en 2005 sur PlayStation 2, Xbox et GameCube. Il a été développé et édité par EA Sports. Il fait suite à Fight Night 2004.

## Boxeurs disponibles
Ci-après la liste alphabétique des principaux boxeurs disponibles:
- Mohamed Ali
- Sugar Ray Robinson
- Roy Jones Jr.
- Floyd Mayweather Jr.
- Bernard Hopkins
- Roberto Durán
- Evander Holyfield
- Manny Pacquiao